# Artillería hipomóvil

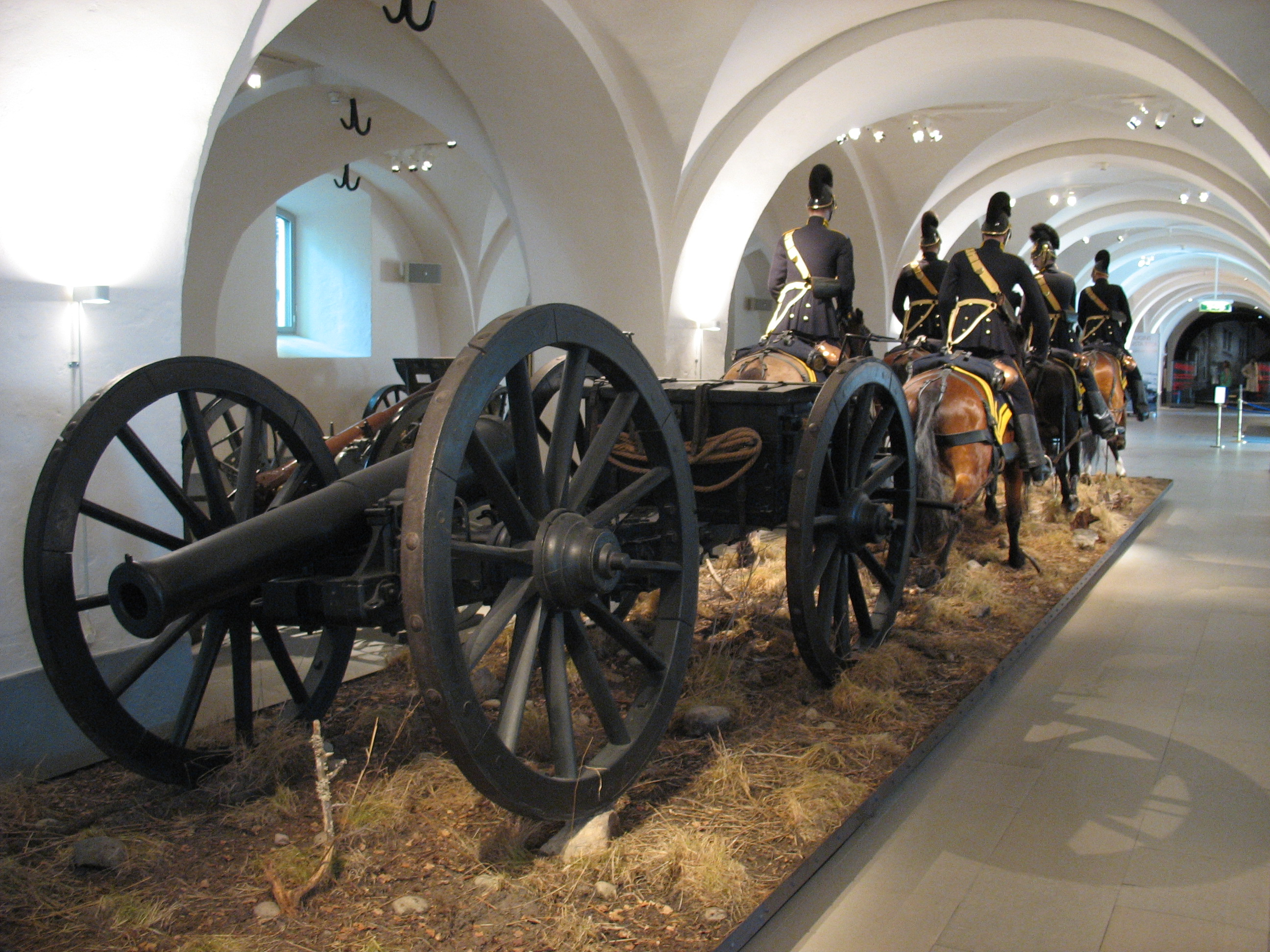
Un modelo a tamaño real de una escuadra de artillería hipomóvil sueca de 1850 remolcando una pieza de artillería ligera, en el Museo del Ejército Sueco, Estocolmo.

La artillería hipomóvil o artillería de caballo era un tipo de artillería ligera, de movimiento y disparo rápido que proporcionaba un apoyo de fuego muy móvil, especialmente a las unidades de caballería. Las unidades de artillería hipomóvil existieron en los ejércitos de Europa, América y Asia, desde el siglo XVII hasta mediados del siglo XX. Precursora de la artillería autopropulsada moderna, consistía en cañones ligeros u obuses unidos a carros de dos ruedas ligeros pero robustos, llamados armones, con los tripulantes individuales montados a caballo. Esto contrastaba con el resto de la artillería de campo, que también eran tiradas por caballos pero cuyos artilleros eran normalmente transportados sentados en los carros de cañones, carretas o armones.

## Tácticas

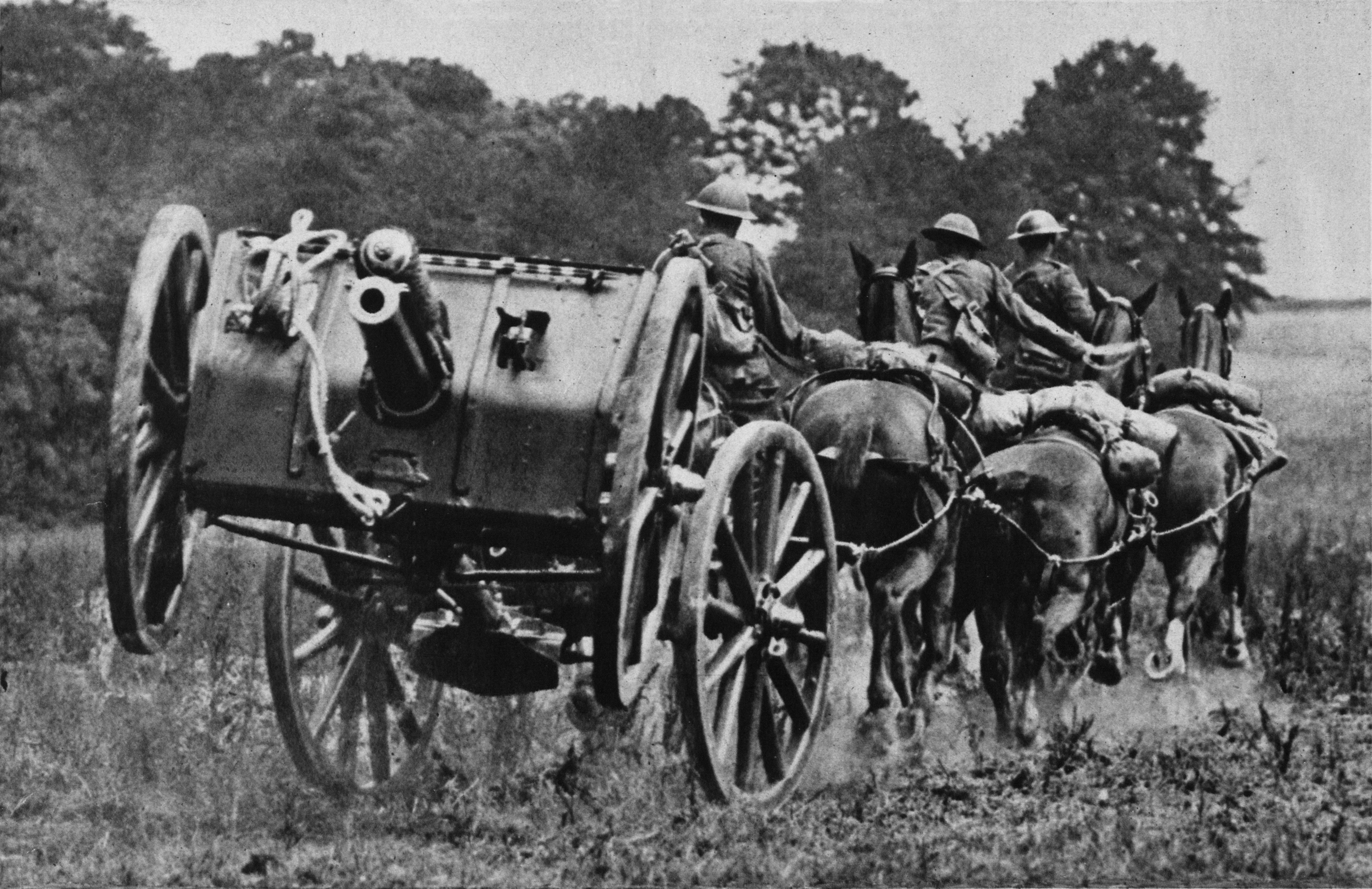
Un cañón de disparo rápido de 13 libras de la Royal Horse Artillery inglesa moviéndose a su posición en el Frente Occidental durante la Primera Guerra Mundial

Una vez en posición, las tropas de artillería de caballo eran entrenadas para desmontar rápidamente, desplegar o desenganchar sus armas (separarlas de sus armones), y luego rápidamente disparar racimos de metralla, obuses o bolas al enemigo. Podían entonces rápidamente volver a colocar los cañones en los cajones, montar y estar listos para moverse a una nueva posición, similar a las tácticas de fuego y movimiento de sus homólogos modernos.
La artillería hipomóvil era versátil y a menudo apoyaba a las unidades de caballería desbaratando los cuadros de infantería enemigas, como las plazas de infantería con fuego rápido y concentrado. Esto dejaba a la infantería enemiga vulnerable a las cargas de la caballería. Su movilidad también les permitía superar a las unidades de artillería a pie enemigas y actuar como retaguardia para cubrir la retirada de las unidades más lentas. Una batería completa podría tener un frente combinado de jinetes de más de 50 hombres. 

## Historia

### Orígenes
Esencialmente un híbrido de caballería y artillería, las unidades irregulares de artillería hipomóvil fueron utilizadas por primera vez por Suecia en el siglo XVII durante la Guerra de los Treinta Años por Lennart Torstenson. Torstenson era el experto en artillería de Gustavo Adolfo, y las usaba para proporcionar a la caballería el apoyo de fuego que necesitaba para hacer frente a las formaciones masivas de infantería sin sacrificar velocidad y movilidad. Gustavo Adolfo había intentado previamente mezclar unidades de infantería con caballería, y esto fue algo exitoso ya que la caballería en ese momento no cargaba contra el enemigo a todo galope.
Otros trataron de combinar la potencia de fuego con la movilidad utilizando nuevas tácticas de caballería como el caracole, pero éstas frenaron a la caballería y resultaron ser en gran medida ineficaces. Las mejores soluciones consistían en crear unidades híbridas de infantería montada, sobre todo de dragones. Aunque resultaron ser tropas muy útiles y versátiles, tanto si disparaban a caballo como desmontadas, aun así tenían que ralentizar o detenerse al menos temporalmente, con lo que perdían sus principales ventajas como caballería.
A principios del siglo XVIII el ejército ruso comenzó a equipar las formaciones de caballería con pequeñas unidades de artillería ligera a caballo equipadas con cañones de 2 libras y morteros portátiles de 3 libras que se transportaban a caballo (los pesos se refieren al tamaño de los proyectiles, no a las piezas de artillería). Aunque no fueron decisivas por sí mismas, estas unidades infligieron pérdidas a las tropas prusianas e influyeron en Federico II el Grande para formar la primera unidad regular de artillería hipomóvil en 1759.

### Modernización delsigloXVIII
Federico comprendió que la mayor amenaza para la infantería masiva era el fuego de artillería concentrado. Se dio cuenta de que incluso los cañones pequeños y relativamente ligeros podían perturbar gravemente o destruir las unidades de infantería si podían acercarse lo suficiente y disparar con suficiente frecuencia. Pero como incluso la artillería de pie ligero viajaba a la velocidad de un soldado en marcha, la solución era hacer de cada artillero un jinete a tiempo parcial. La unidad consistía en una batería de seis cañones de 6 libras con 48 hombres, incluyendo 3 oficiales. La batería fue eliminada y reformada dos veces en ese mismo año en la Batalla de Kunersdorf y en la Batalla de Maxen. A pesar de los reveses, el nuevo brazo había tenido tanto éxito que se reorganizó rápidamente y al comienzo de las Guerras Revolucionarias Francesas en 1792, consistía en tres compañías de 605 hombres, con baterías compuestas por ocho cañones de 6 libras y un mortero de 7 libras cada una.
El artillero, ingeniero y general francés Jean-Baptiste de Gribeauval había servido en la misión militar en Prusia, así como en la lucha contra Federico en la Guerra de los Siete Años. Después de esa guerra hizo numerosas mejoras técnicas a los cañones franceses que los hicieron más ligeros, más rápidos y mucho más fáciles de apuntar. Estas mejoras demostraron ser una gran ventaja para la artillería de caballo también. Más tarde, el oficial del ejército británico Henry Shrapnel inventó un nuevo y mortal tipo de munición que fue puesta a disposición de las unidades de artillería a caballo.
Austria organizó una cantidad limitada de artillería de caballería en 1778, en la que la mayoría de la tripulación de los cañones montaba carros acolchados especialmente diseñados para armas, llamados Wursts ("salchichas"), en lugar de hacerlo en caballos separados, en la batalla. Hannover formó sus primeras baterías de caballería en 1786 y el general hannoveriano Victor von Trew realizó varias pruebas en 1791 que demostraron la gran velocidad y eficiencia con la que podía operar una tripulación totalmente montada. En esta época, Dinamarca también había formado unidades de artillería montadas y para 1792 Suecia había formado sus primeras baterías regulares a caballo, seguida de Gran Bretaña en 1793, Rusia en 1794 y Portugal en 1796.

### Cenit delsigloXIX

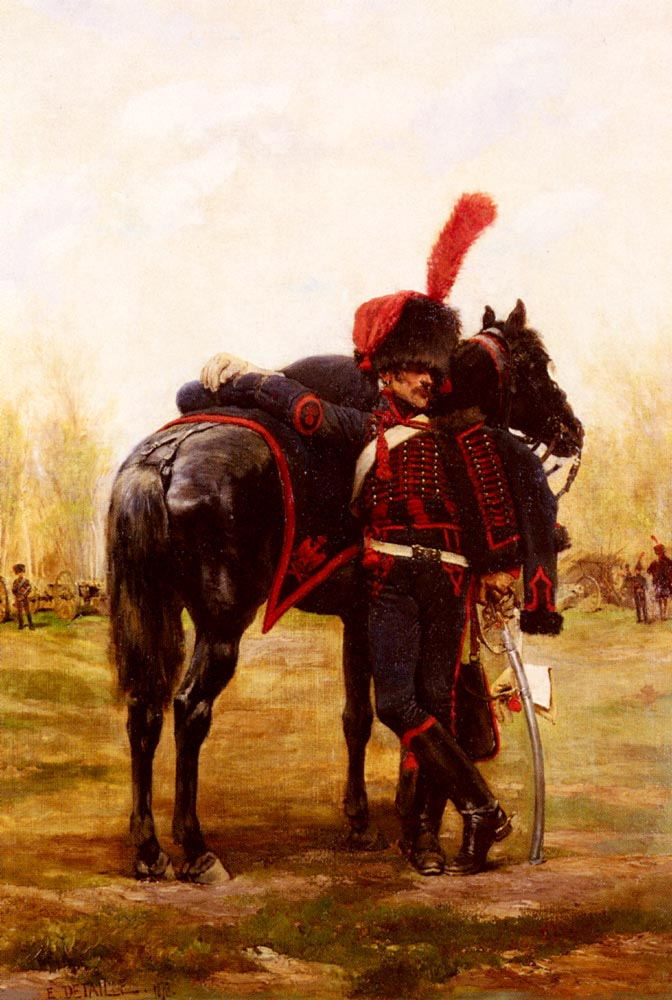
Artillero a caballo francés de la Guardia Imperial

Durante las guerras napoleónicas, la artillería hipomóvil se usaría de forma extensa y efectiva en cada batalla y campaña importante. La mayor artillería a caballo de cualquier nación fue la del ejército revolucionario francés que se formó por primera vez en 1792. Para 1795 había crecido a ocho regimientos de seis baterías de seis cañones cada uno, convirtiéndose en la mayor fuerza de artillería a caballo jamás reunida.
Las unidades de artillería hipomóvil generalmente usaban piezas más livianas (6 libras), tiradas por seis caballos. Las de 9 libras eran tiradas por ocho caballos, y las piezas de artillería más pesadas (12 libras) necesitaban un equipo de doce caballos. Con los caballos de montar individuales que se necesitaban para los oficiales, cirujanos y demás personal de apoyo, así como los que tiraban de los cañones de artillería y los vagones de suministro, una batería de artillería de seis cañones podía requerir de 160 a 200 caballos. La artillería a caballo solía estar bajo el mando de las divisiones de caballería, pero en algunas batallas, como la de Waterloo, la artillería de caballo se utilizaba como fuerza de respuesta rápida, repeliendo los ataques y ayudando a la infantería. La agilidad era importante; el caballo de artillería ideal tenía alrededor de 15-16 manos de altura (150-160 cm, 60 a 64 pulgadas), de constitución fuerte, pero capaz de moverse rápidamente.

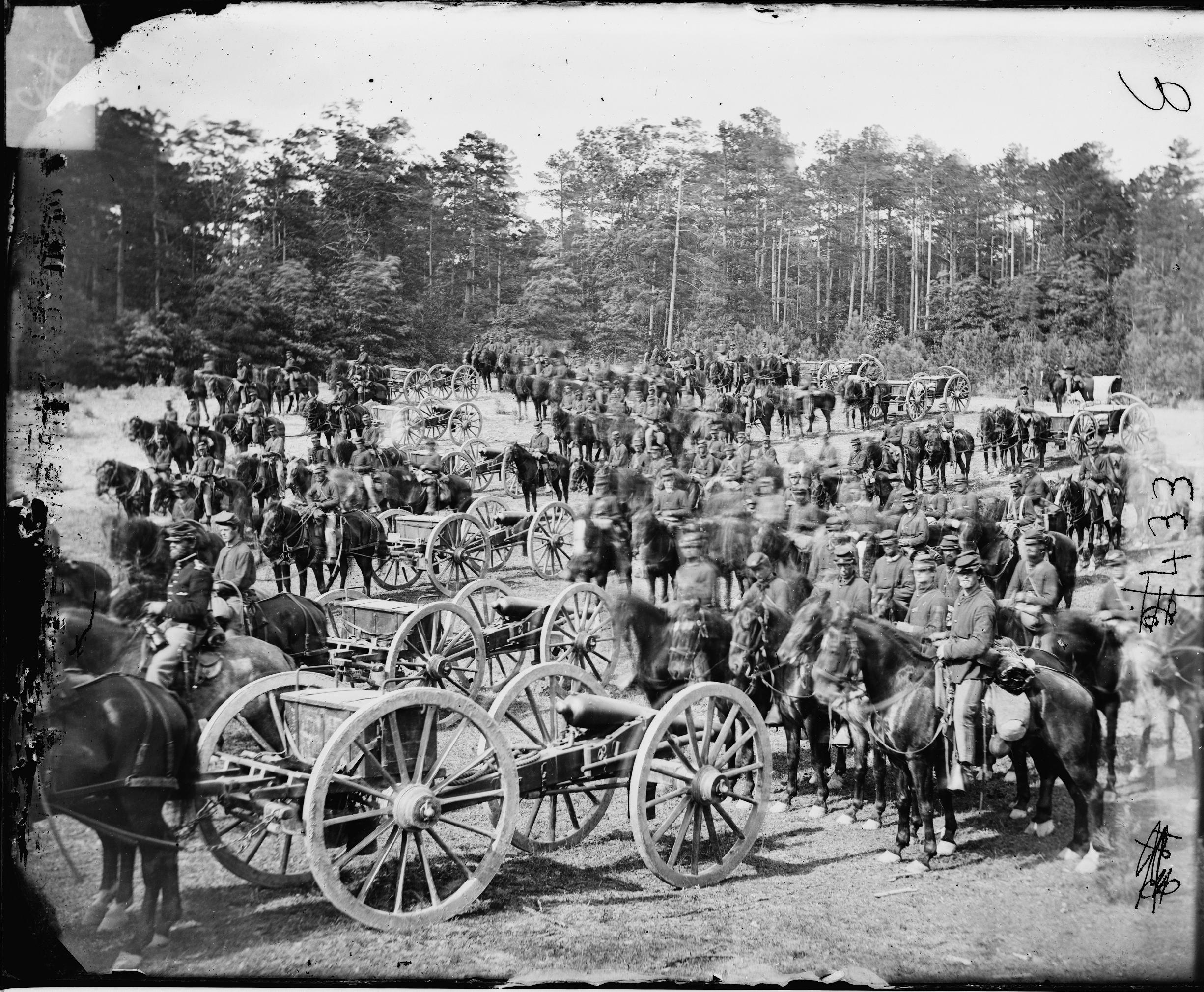
Batería de la 2ª Artillería a Caballo de los Estados Unidos, 1862. Foto de James F. Gibson. Biblioteca del Congreso

En la Guerra México-Americana, la artillería de caballo del Ejército de los Estados Unidos, o "flying artillery" jugó un papel decisivo en varias batallas clave. En la Guerra de secesión, varios elementos de la artillería a caballo del ejército del Potomac se agruparon a veces en la brigada de artillería hipomóvil de los Estados Unidos. En los Estados Unidos, las unidades de artillería de caballo se denominaban oficialmente "artillería ligera".
Durante el siglo XIX y principios del XX, la artillería hipomòvil de estilo europeo se usó en países sudamericanos como Chile y Perú, de forma bastante destacada durante la Guerra del Pacífico.

### Declive moderno
A medida que la tecnología avanzaba y la potencia de fuego de la infantería y la artillería de pie aumentaba, el papel de la caballería, y por lo tanto de la artillería a caballo, comenzó a disminuir. Continuó utilizándose y mejorándose a principios del siglo XX, viendo la acción durante y entre ambas guerras mundiales. En la Primera Guerra Mundial, Rusia y algunos otros países equiparon las baterías de artillería de sus divisiones de caballería con el mismo cañón de campo utilizado por otras unidades. Francia y el Reino Unido, sin embargo, usaron cañones de caballo especializados (el Canon de 75 mm modèle 1912 Schneider y el Ordnance QF 13-pounder, respectivamente.)

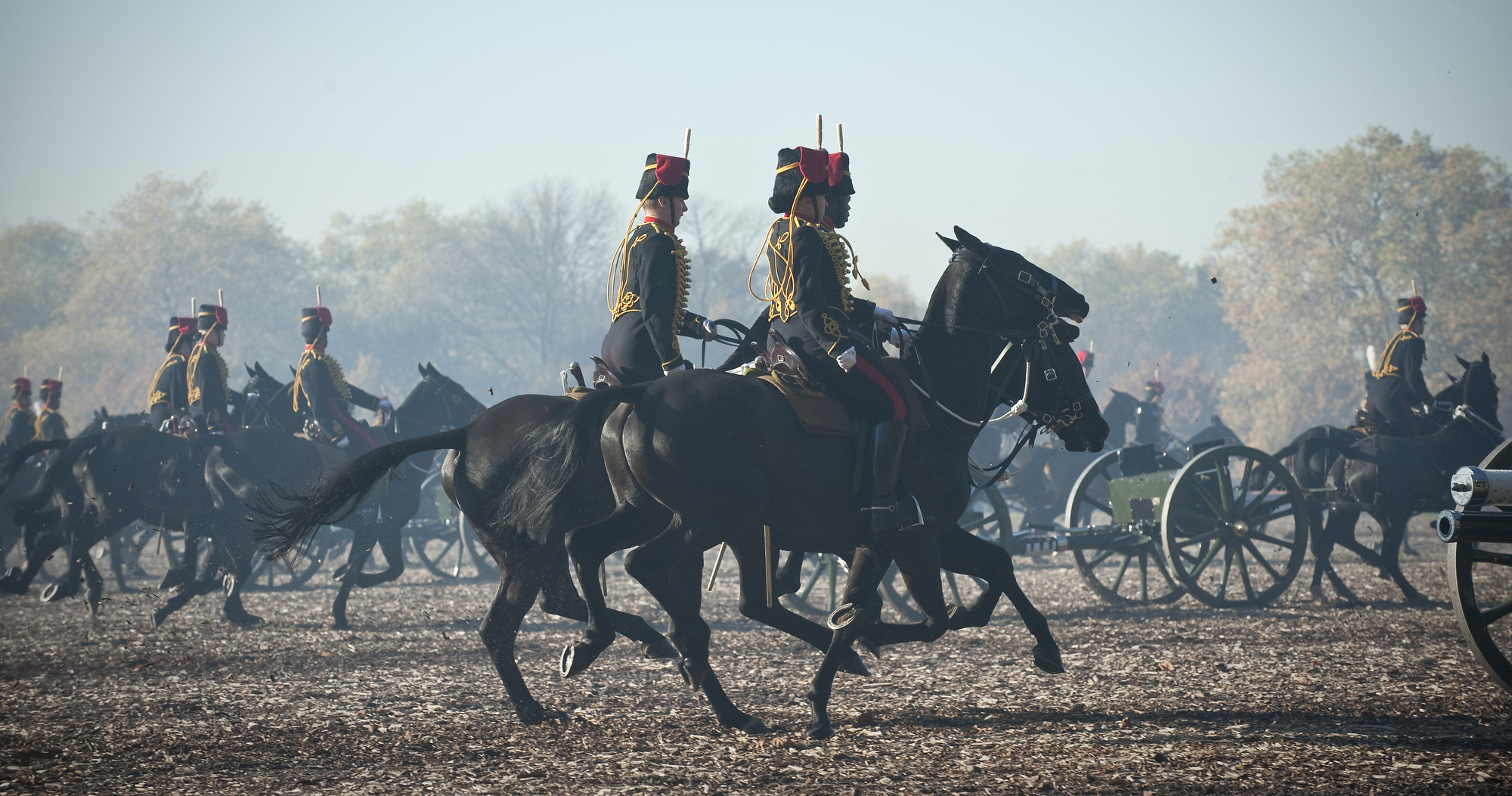
La Tropa del Rey y la Real Artillería de Caballo en una ceremonia de saludo con armas en 2012

Subsecuentemente, las unidades de caballería y artillería de caballo se rearmaron con tanques y artillería autopropulsada. Sin embargo, como en el caso de la caballería, ciertas unidades de artillería, por ejemplo la Real Artillería de Caballo ("Royal Horse Artillery"), conservan sus antiguas designaciones. La artillería a caballo se utilizó por última vez en unas pocas unidades en la Segunda Guerra Mundial, incluidas las divisiones de caballería de la Wehrmacht en el Frente Oriental, las "divisiones rápidas" italianas (por ejemplo, en la carga de Isbuscenskij) y el Ejército Imperial Japonés en Malasia. Los polacos y los rusos utilizaron una forma de artillería de caballo que utilizaba ametralladoras pesadas llamadas tachankas en la Primera Guerra Mundial, la Guerra Civil Rusa y la Invasión Alemana de Polonia. En Reino Unido, la King's Troop, Royal Horse Artillery, conserva seis equipos tradicionales de seis caballos cada uno y cañones de 13 libras para los deberes ceremoniales hasta el día de hoy.